# 圣母往见圣殿 (克拉科夫)

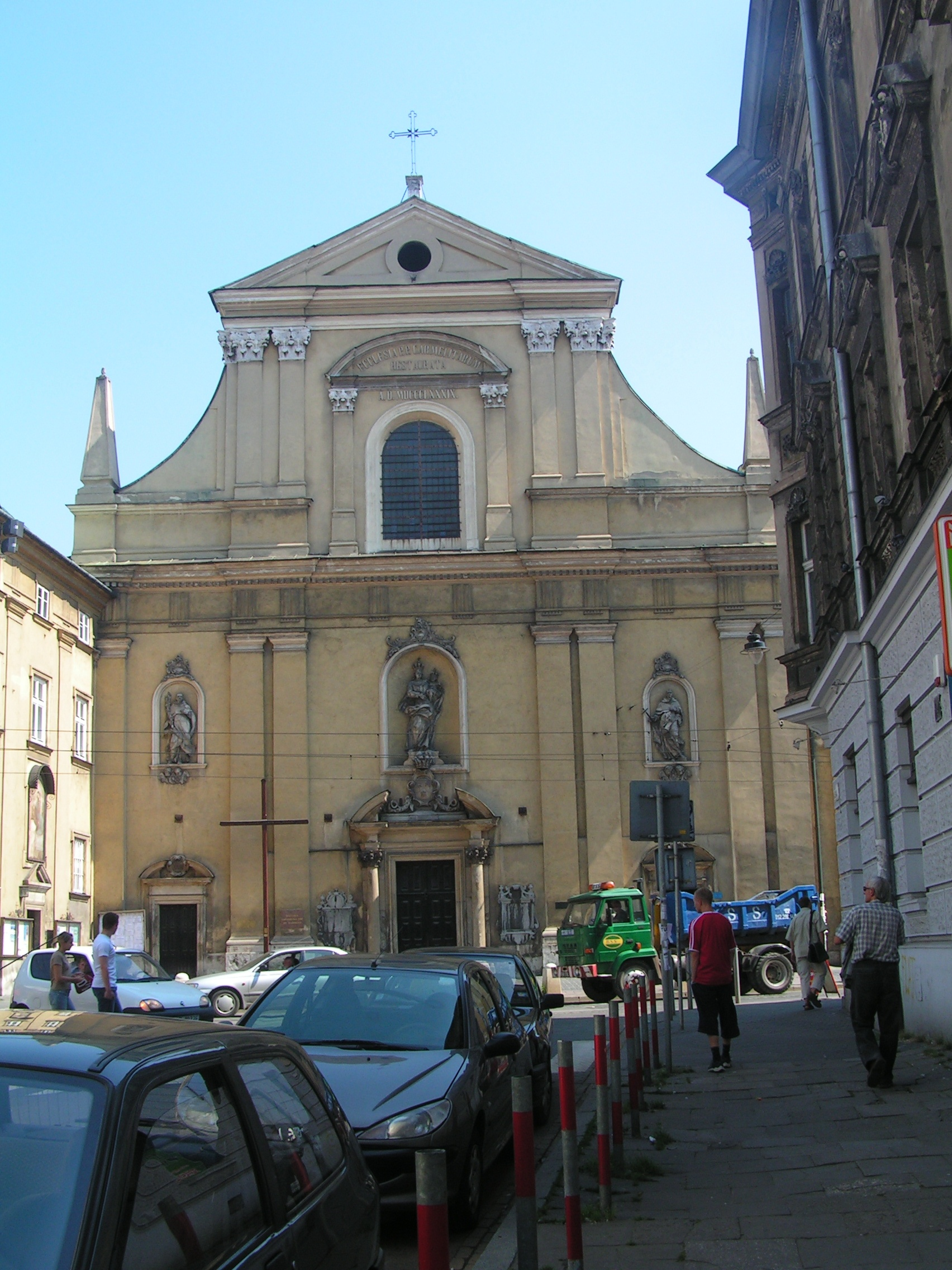

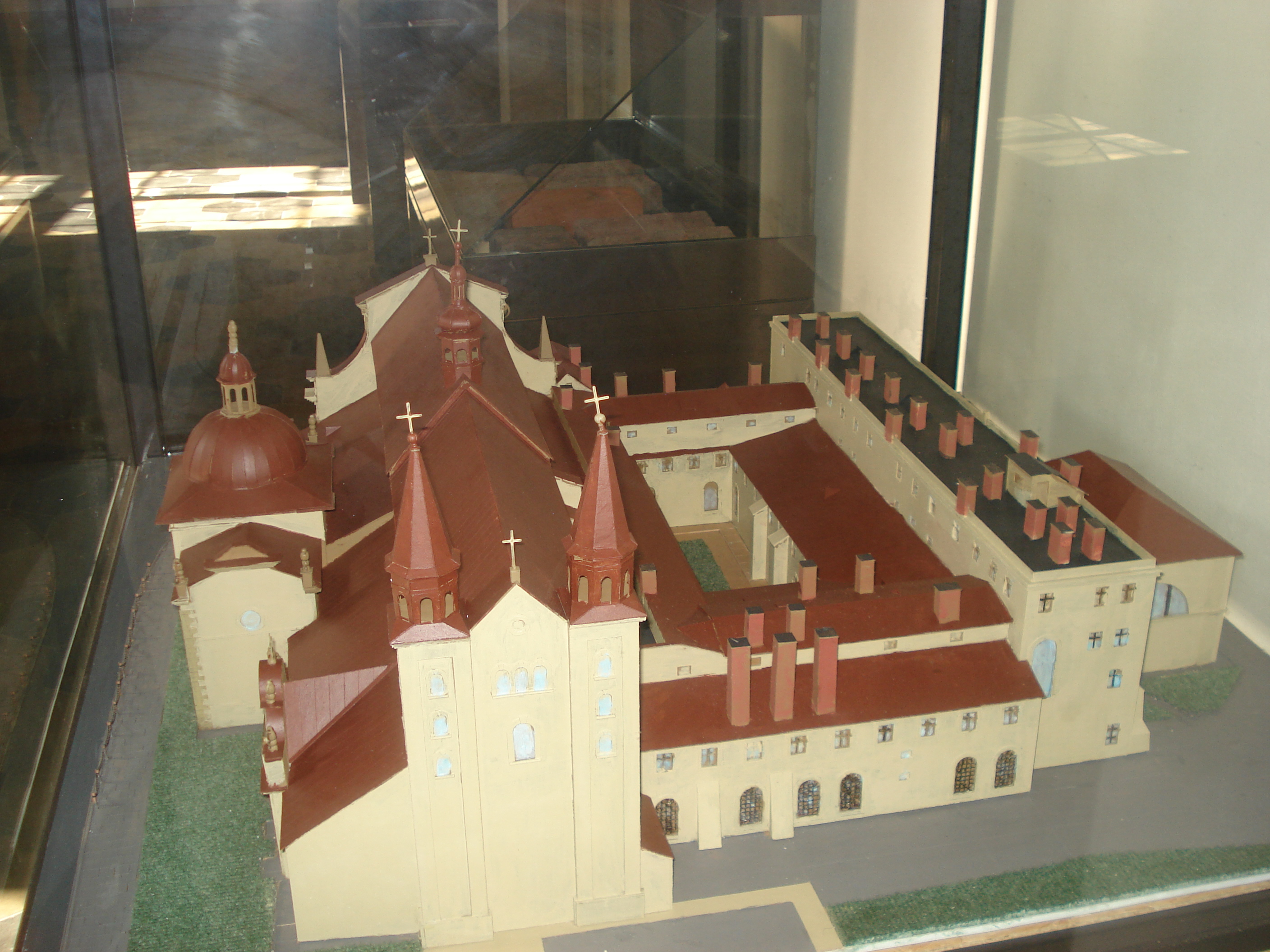

圣母往见圣殿（Kościół Nawiedzenia Najświętszej Maryi Panny）位于波兰克拉科夫加尔默罗街（ulica Karmelicka），是一座罗马天主教宗座圣殿，建于1395年，1679年祝圣。

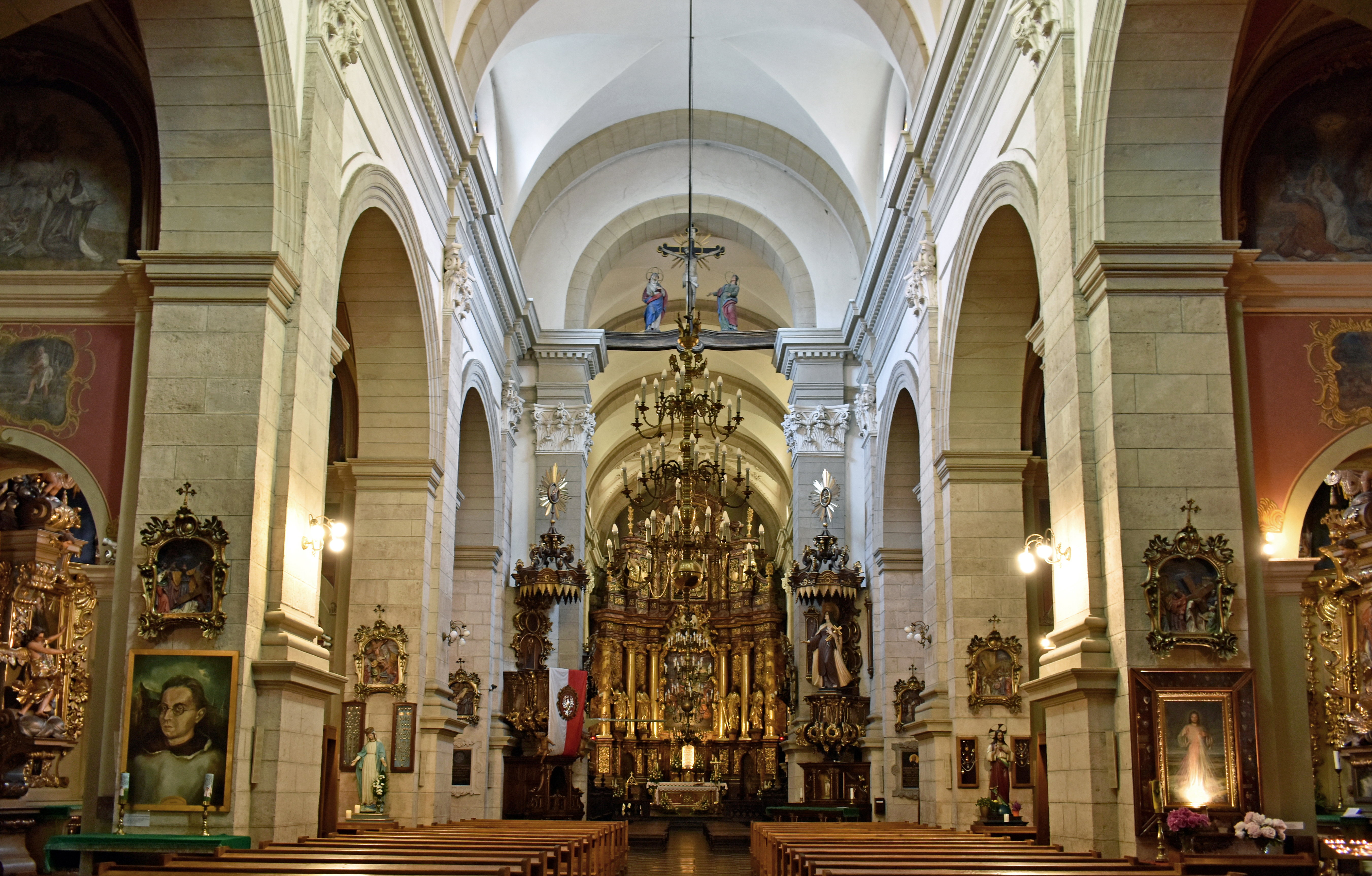
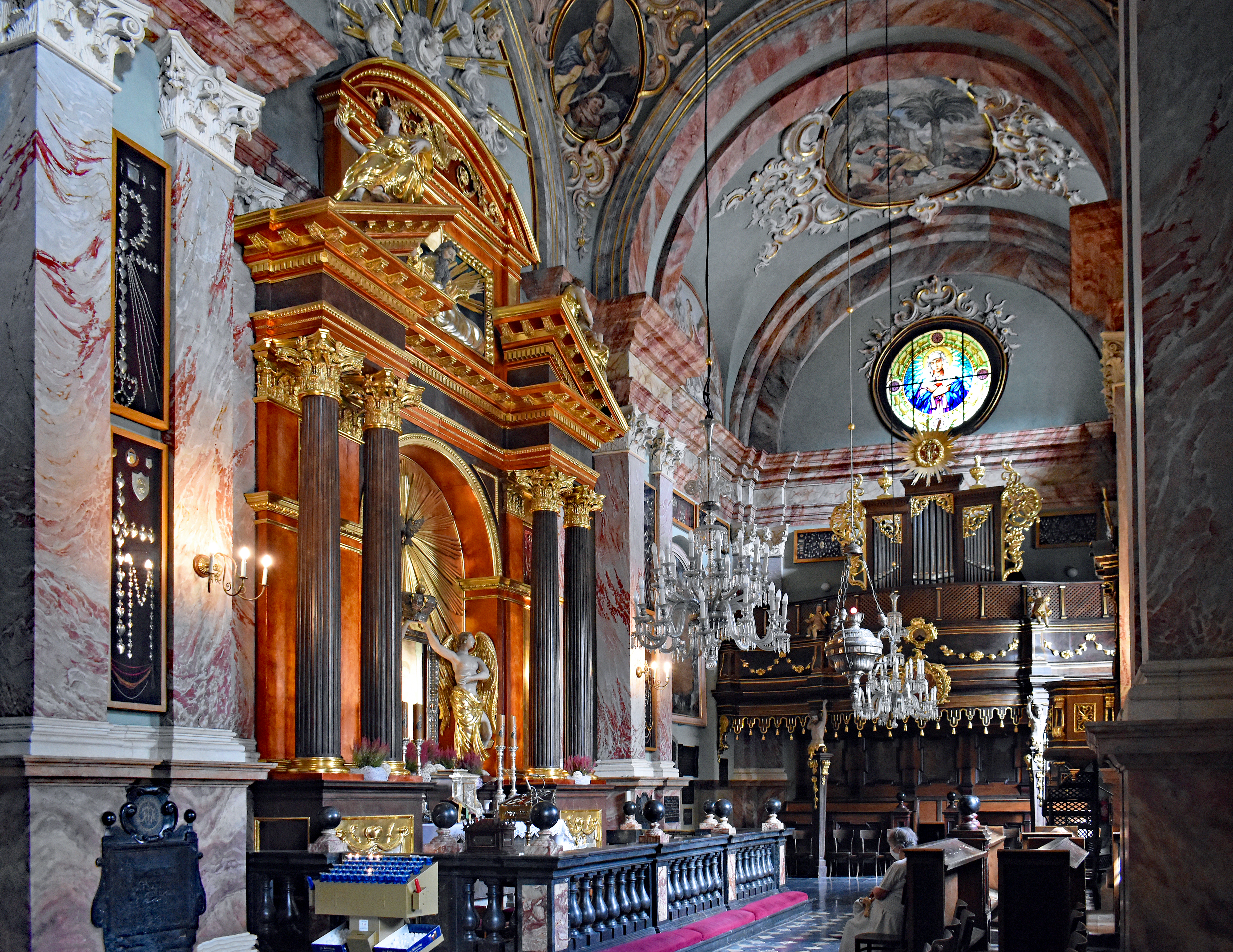
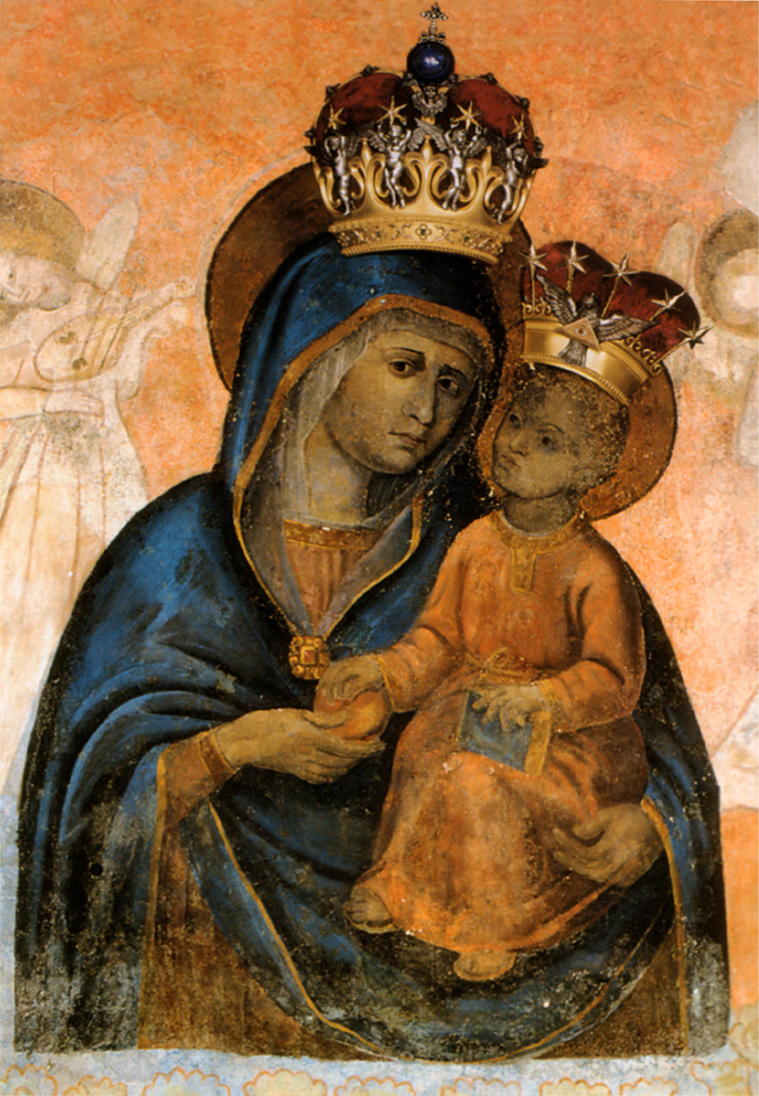

该堂于1997年升为宗座圣殿。